# Stonehouse, Skottland
Stonehouse är en ort i Storbritannien.   Den ligger i kommunen South Lanarkshire och riksdelen Skottland, i den centrala delen av landet, 500 km nordväst om huvudstaden London. Stonehouse ligger 223 meter över havet och antalet invånare är 4 950.
Terrängen runt Stonehouse är platt norrut, men söderut är den kuperad. Runt Stonehouse är det ganska tätbefolkat, med 124 invånare per kvadratkilometer. Närmaste större samhälle är East Kilbride, 16,2 km nordväst om Stonehouse. Trakten runt Stonehouse består i huvudsak av gräsmarker.